# Randall Yarbrough
Randall Yarbrough ist ein US-amerikanischer Schauspieler und Filmschaffender.

## Leben
Erste schauspielerische Erfahrungen sammelte Yarbrough 2003 in dem Musikvideo zum Lied Trouble von Pink. Es folgten Episodenrollen in den Fernsehserien Deadwood, Secretos oder Ten Days That Unexpectedly Changed America. Nach Besetzungen in einer Reihe von Kurzfilmen folgten Episodenrollen in Tödliche Schönheit und Navy CIS. 2016 übernahm er im Film Villain Squad – Armee der Schurken die Rolle des Hutmachers. 2018 in Avengers Grimm 2 – Time Wars verkörperte er die Rolle erneut.
Seit 2009 arbeitet er in verschiedenen Funktionen auch hinter der Kamera.

## Filmografie

### Schauspieler
- 2004: Deadwood (Fernsehserie, Episode 1x12)
- 2005: Secretos (Fernsehserie)
- 2006: Ten Days That Unexpectedly Changed America (Fernsehdokumentation, Episode 1x02)
- 2007: The Apocalypse: An Election Story (Kurzfilm)
- 2008: Magus
- 2009: The Unknowing
- 2010: White Wall
- 2011: Dayz (Kurzfilm)
- 2012: Born Yesterday (Kurzfilm)
- 2012: Further (Kurzfilm)
- 2012: Something Strange: 23 Peculiar Perspectives of Metaphysical Phenomena in a Modern American Age
- 2013: Pyramid (Kurzfilm)
- 2013: Trust Me
- 2013: Tödliche Schönheit (Beauty Queen Murders) (Fernsehdokumentation, Episode 1x02)
- 2014: Spirited
- 2015: Undisclosed (Kurzfilm)
- 2016: Navy CIS (NCIS) (Fernsehserie, Episode 13x22)
- 2016: Villain Squad – Armee der Schurken (Sinister Squad)
- 2016: Ghostmates
- 2016: Radical
- 2016: Ghostmates BTS
- 2018: Avengers Grimm 2 – Time Wars (Avengers Grimm: Time Wars)
- 2019: Deadwood – Der Film (Deadwood) (Fernsehfilm)

### Filmschaffender
- 2009: The Unknowing
- 2016: Radical
- 2020: Captivity